# IEC 62196
IEC 62196 Plugs, socket-outlets, vehicle couplers and vehicle inlets — Conductive charging of electric vehicles (Вилки, розетки, з'єднувачі транспортних засобів та рознімання для підключення автомобілів — Заряджання електричних автомобілів по провідникам) — міжнародний стандарт для електричних з'єднувачів для електромобілів, що підтримується Міжнародною електротехнічною комісією (IEC).
Стандарт базується на IEC 61851 Electric vehicle conductive charging system (Система заряджання електричних автомобілів по провідникам), який встановлює загальні характеристики, включаючи режими заряджання та конфігурації з'єднань, і вимоги до особливостей реалізації (включно з вимогами безпеки) і для електромобілів, і для обладнання постачання у зарядній системі. Наприклад він визначає механізми, що спочатку струм не постачається поки електромобіль не підключено, і що електромобіль знерухомлюється, поки підключений.
IEC 62196 складається з наступних частин:
- Part 1: General requirements (IEC-62196-1) (Частина 1: Загальні вимоги)
- Part 2: Dimensional compatibility and interchangeability requirements for a.c. pin and contact-tube accessories (IEC-62196-2) (Частина 2: Сумісність за розмірами та вимоги взаємозамінності для штифтових аксесуарів і аксесуарів з контактними трубками для змінного струму)
- Part 3: Dimensional compatibility and interchangeability requirements for d.c. and a.c./d.c. pin and contact-tube vehicle couplers (IEC-62196-3) (Частина 2: Сумісність за розмірами та вимоги взаємозамінності для штифтових аксесуарів і аксесуарів з контактними трубками для постійного струму та для постійного і змінного струму)

Кожен з'єднувач включає керівну сигналізацію, що дозволяє не тільки керувати локальним зарядом, але брати участь у широкій мережі електромобілів. Сигналізація з SAE J1772 вбудована у стандарт з метою керування. Усі з'єднувачі можуть бути перетворені у прості пасивні адаптери, хоча можливо не всі режим заряджання залишаться непорушеними.
Наступні стандарти є включеними в частині типів з'єднувачів:
- SAE J1772(інші мови), відомий під розмовною назвою як з'єднувач Yazaki (тип 1), у Північній Америці;
- VDE-AR-E 2623-2-2, відомий під розмовною назвою як з'єднувач Mennekes (тип 2), у Європі;
- Пропозиція EV Plug Alliance, відома під розмовною назвою як з'єднувач Scame (тип 3), у Італії та Франції;
- JEVS G105-1993, під тією ж торговою назвою, CHAdeMO(інші мови) (тип 4), у Японії.

## Історія
| Частина     | Редакція | Дата публікації |
| ----------- | -------- | --------------- |
| IEC-62196-1 | 1.0      | 28 квітня 2003  |
| IEC-62196-1 | 2.0      | 13 жовтня 2011  |
| IEC-62196-1 | 3.0      | 19 червня 2014  |
| IEC-62196-2 | 1.0      | 13 жовтня 2011  |
| IEC-62196-2 | 2.0      | 18 лютого 2016  |
| IEC-62196-3 | 1.0      | 19 червня 2014  |

## Режими заряджання
IEC 62196-1 застосовується до рознімань, з'єднувачів та збірок кабелів для електромобілів, призначених для використання зарядних систем з вбудованими функціями керування, робоча напруга яких не перевищує:
- 690 V змінного струму 50–60 Hz при силі струму не більше 250 A;
- 1500 V постійного струму при силі струму не більше 400 A.

IEC 62196-1 посилається на режими заряджання, визначені у IEC 61851-1, який для кожного режиму визначає електричні характеристики, заходи захисту і роботу як:

### Режим 1
Це пряме пасивне підключення електромобіля до мережі змінного струму, або 250 V 1-фазного або 480 V 3-фазного струму включно з землею, при максимальній силі струму у 16 A. З'єднання не має додаткових контактів керування. Для захисту від враження струмом зарядний пристрій повинен надати електромобілю заземлення і захист від порушення заземлення.
У деяких країнах включно з США, режим 1 заряджання заборонений. Проблема у тому, що потрібне заземлення не присутнє у домогосподарствах. Для обходу був запропонований режим 2.

### Режим 2
Це пряме напівактивне підключення електромобіля до мережі змінного струму або 250 V 1-фазне або 400 V 3-фазне включаючи заземлення та з максимальним струмом 32 A. Це пряме пасивне підключення до мережі змінного струму через зарядний пристрій, який повинен бути частиною з'єднувача для підключення до мережі змінного струму або знаходитися не далі 0,3 метра (1,0 фут) від з'єднувача для підключення до мережі змінного струму; від зарядного пристрою до електромобіля встановлюється активне з'єднання з додаванням лінії керування до пасивних компонентів.
Зарядний пристрій забезпечує моніторинг захисного заземлення, захист від відмови захисного заземлення, перевищення струму і перегріву, функціональне перемикання в залежності від наявності електромобіля і потреби у потужності заряджання. Деякі захисні засоби повинні бути забезпечені у відповідності до IEC 62335 Circuit breakers - Switched protective earth portable residual current devices for class I and battery powered vehicle applications.
Можливе використання з'єднувача за IEC 60309 на стороні постачання, розрахованого на струм 32 A. Зарядний пристрій, розташований у кабелі, взаємодіє з електромобілем для індикації того, що може бути подано струм 32 A.

### Режим 3
Це активне з'єднання електромобіля зі стаціонарним зарядним пристроєм або 250 V 1-фазне або 400 V 3-фазне включно з землею та контрольною лінією. Повинен використовуватись або кабель з примусовим захопленням та додатковими провідниками для максимального струму 250 A або кабель для режиму 2 з необов'язковим захопленням для максимального струму 32 A.. За умовчанням зарядний пристрій не є активним і потребує відповідної комунікації по лінії керування для початку заряджання.
Лінія зв'язку між електронікою електромобіля і зарядною станцією дозволяє інтеграцію до розумної енергосистеми.

### Режим 4
Це активне з'єднання між електромобілем і стаціонарним зарядним пристроєм 600 V постійного струму включно з землею та лінією керування, для максимального струму 400 A. Постійний струм отримується шляхом випрямляння зі змінного струму від мережі у зарядному пристрої, тому зарядний пристрій для режиму 4 коштує дорожче, ніж зарядний пристрій для режиму 3.

## Типи з'єднувачів та сигналізація
IEC 61196 посилається на з'єднувачі та розетки, визначені у IEC 60309 для подання електричної енергії для визначених ним режимів заряджання. З'єднувачі, стандартизовані у IEC 62196 є спеціалізованими для використання у автомобілях. У червні 2010 Європейський інститут телекомунікаційних стандартів та Європейський комітет зі стандартизації (CEN)-Європейський комітет з електротехнічної стандартизації (CENELEC) були уповноважені Єврокомісією щодо пунктів заряджання електромобілів. Обговорення IEC 62196-2 було розпочато 17 грудня 2010 та голосування закрите 20 травня 2011. Стандарт опубліковано IEC 13 жовтня 2011. Перелік визначений у IEC 62196-2 типів з'єднувачів включає :
- Тип 1, однофазний з'єднувач, що повторює специфікації SAE J1772(інші мови)/2009.
- Тип 2, однофазний або трифазний з'єднувач, що повторює специфікації VDE-AR-E 2623-2-2.
- Тип 3, однофазний або трифазний з'єднувач із замком, що повторює специфікації у пропозиціях EV Plug Alliance.
- Тип 4, з'єднувач постійного струму, що повторює специфікації стандарту електричних транспортних засобів Японії (Japan Electric Vehicle Standard, JEVS) G105-1993, від Інституту дослідження автомобілів Японії (Japan Automobile Research Institute, JARI).

### Тип 1 (SAE J1772-2009), Yazaki

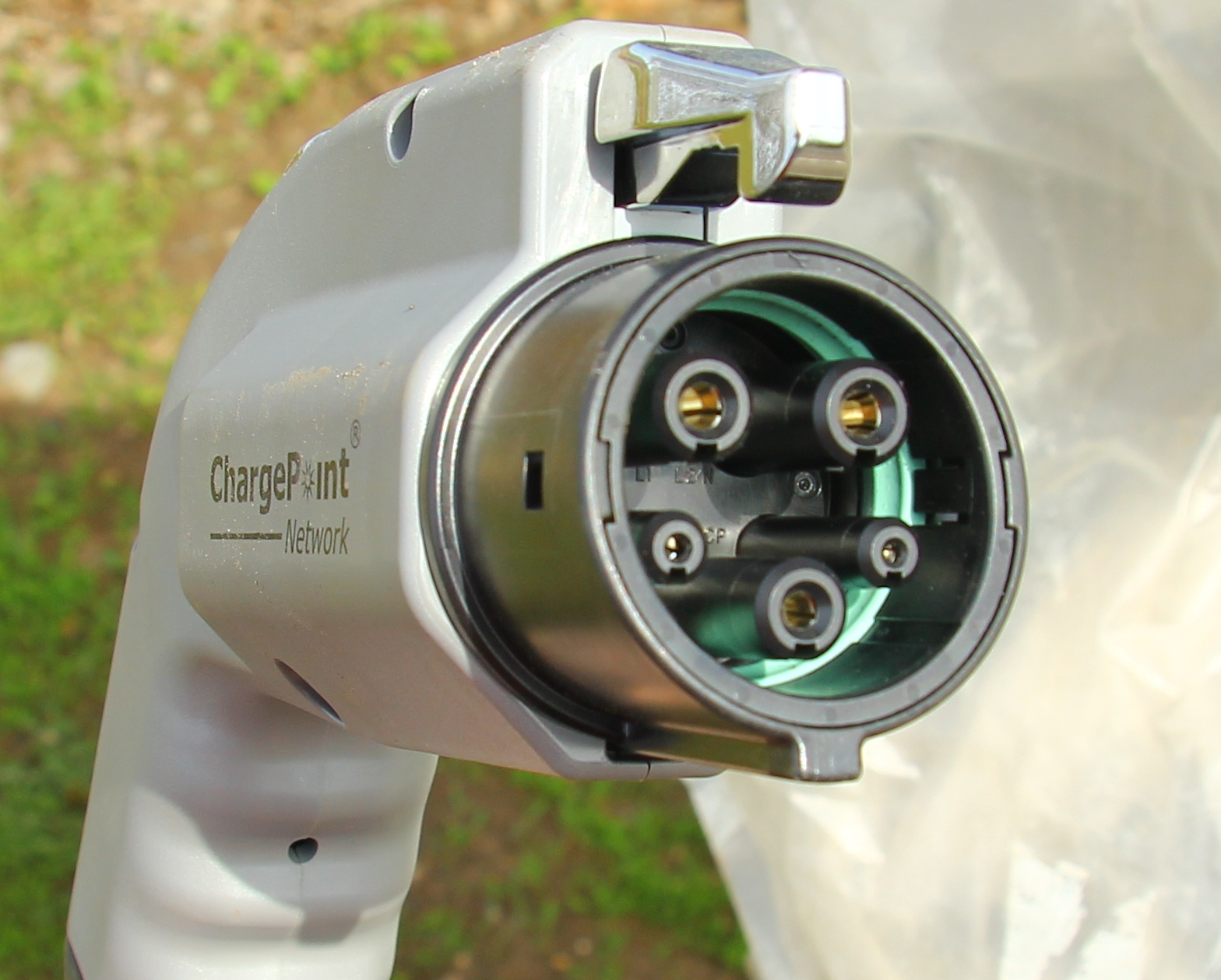
З'єднувач SAE J1772-2009 (тип 1)

### Тип 2 (VDE-AR-E 2623-2-2), Mennekes

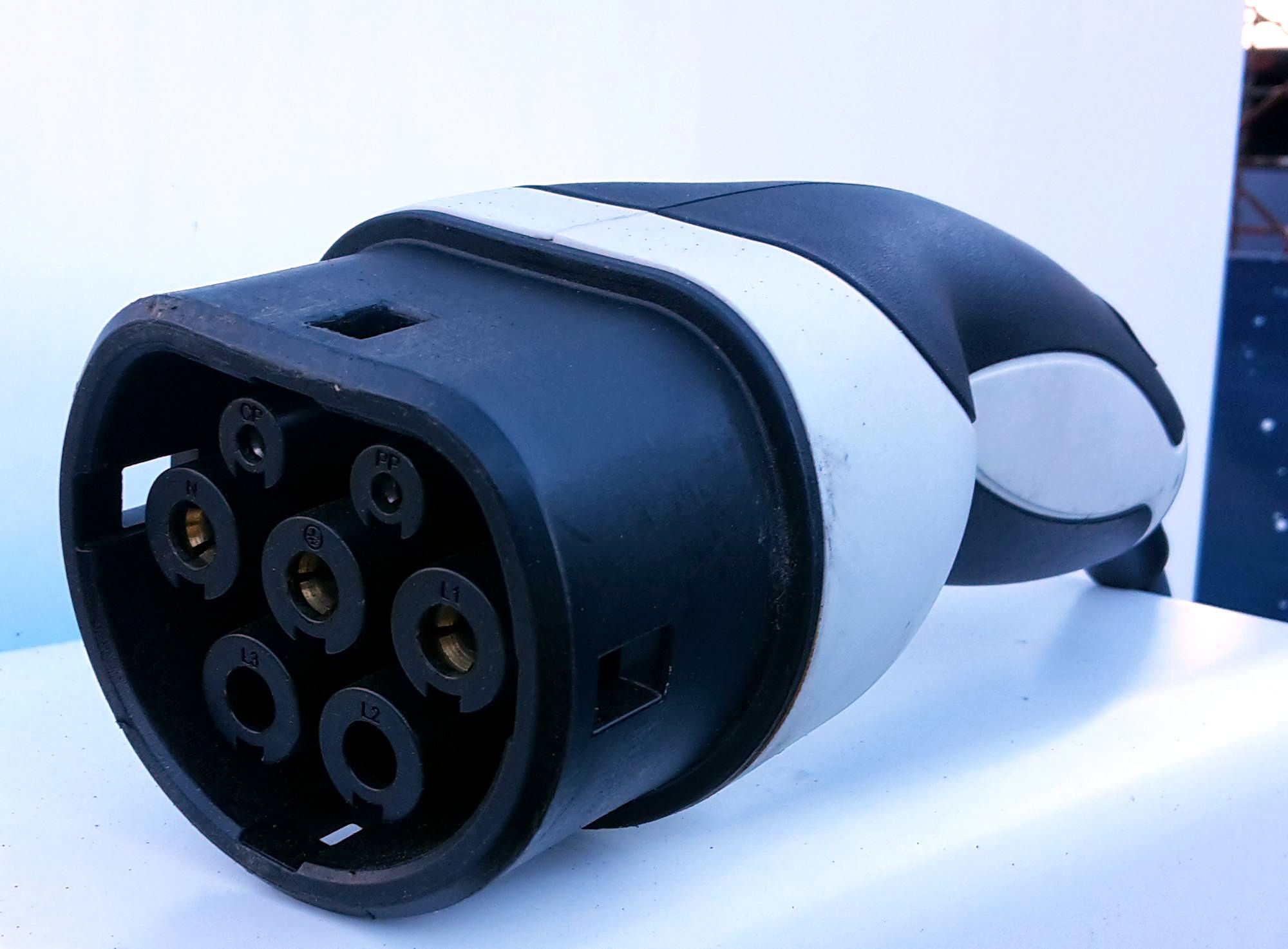
З'єднувач "тип 2", він же Mennekes

Докладніше: Type 2

### Тип 4 (JEVS G105-1993), CHAdeMO

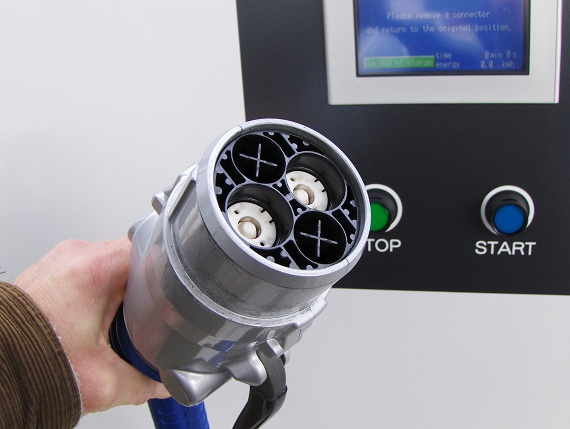
CHAdeMO, IEC 62196 type 4

Відомий під торговою маркою CHAdeMO, з'єднувач "тип 4" використовується для заряджання електромобілів у Японії та Європі. Від Він специфікований японським стандартом електричних транспортних засобів (Japan Electric Vehicle Standard, JEVS) G105-1993 від Японського інституту досліджень автомобілів (Japan Automobile Research Institute, JARI).
На відміну від інших типів з'єднувачів з'єднувач "тип 4" використовує протокол CAN для сигналізації.